# Campionato italiano maschile di pallanuoto Juniores B
Il campionato italiano maschile di pallanuoto juniores B  è una delle categorie dei campionati italiani maschili giovanili di pallanuoto, organizzato dalla Federazione Italiana Nuoto (FIN). Soppresso dopo il 1992, è stato reintrodotto nella stagione 2017-2018.

## Formula
Il torneo è aperto ad atleti con età inferiore ai vent'anni. Lo svolgimento prevede una fase preliminare regionale organizzata dai Comitati Regionali, e una fase finale nazionale organizzata dalla sezione pallanuotistica della FIN.

## Albo d'oro
- 1959  CUS Ionica
- 1960  Civitavecchia
- 1961  Genoa
- 1962-1968 non disputato
- 1969  Mameli
- 1970  Sturla
- 1971  Sturla
- 1972  Triestina
- 1973  Ortigia
- 1974  Ortigia
- 1975  FIAT Torino
- 1976  Sturla
- 1977  FIAT Torino
- 1978  FIAT Torino
- 1979  Savona
- 1980  Savona
- 1981  Sturla
- 1982 non disputato
- 1983  Roma
- 1984  Pescara
- 1985-1989 non disputato
- 1990  Nervi[2] /  Modena[3] /  Pozzillo[4]

- 1991  Vomero
- 1992  Fiamme Oro
- 1993-2014 non disputato
- 2015  GP Modugno
- 2016  Zero9 Roma
- 2017  Posillipo
- 2018  Salerno
- 2019  Salerno
- 2020-2021 non disputato
- 2022  Napoli Lions
- 2023  President Bologna
- 2024  Onda Blu Bergamo
- 2025  Florentia

## Scudetti per squadra
| Squadra           | Scudetti |
| Sturla            | 4        |
| FIAT Torino       | 3        |
| Ortigia           | 2        |
| Savona            | 2        |
| Salerno           | 2        |
| CUS Jonica        | 1        |
| Civitavecchia     | 1        |
| Genoa             | 1        |
| Mameli            | 1        |
| Fiamme Oro        | 1        |
| Roma              | 1        |
| Triestina         | 1        |
| Nervi             | 1        |
| Vomero            | 1        |
| Pozzillo          | 1        |
| Modena            | 1        |
| Pescara           | 1        |
| Zero9 Roma        | 1        |
| G.P Modugno       | 1        |
| Posillipo         | 1        |
| Napoli Lions      | 1        |
| President Bologna | 1        |
| Onda Blu Bergamo  | 1        |
| Florentia         | 1        |

## Scudetti per città
| Squadra       | Scudetti |
| Genova        | 7        |
| Torino        | 3        |
| Roma          | 3        |
| Napoli        | 3        |
| Siracusa      | 2        |
| Savona        | 2        |
| Catania       | 2        |
| Salerno       | 2        |
| Trieste       | 1        |
| Civitavecchia | 1        |
| Modena        | 1        |
| Pescara       | 1        |
| Bari          | 1        |
| Bologna       | 1        |
| Bergamo       | 1        |
| Firenze       | 1        |

## Scudetti per regione
| Squadra               | Scudetti |
| Liguria               | 9        |
| Campania              | 5        |
| Sicilia               | 4        |
| Lazio                 | 4        |
| Piemonte              | 3        |
| Emilia-Romagna        | 2        |
| Friuli-Venezia Giulia | 1        |
| Abruzzo               | 1        |
| Puglia                | 1        |
| Lombardia             | 1        |
| Toscana               | 1        |